# Casa Celedonio Badia Tort
La Casa Celedonio Badia Tort és un edifici del centre de Terrassa, inclòs a l'Inventari del Patrimoni Arquitectònic de Catalunya.

## Descripció

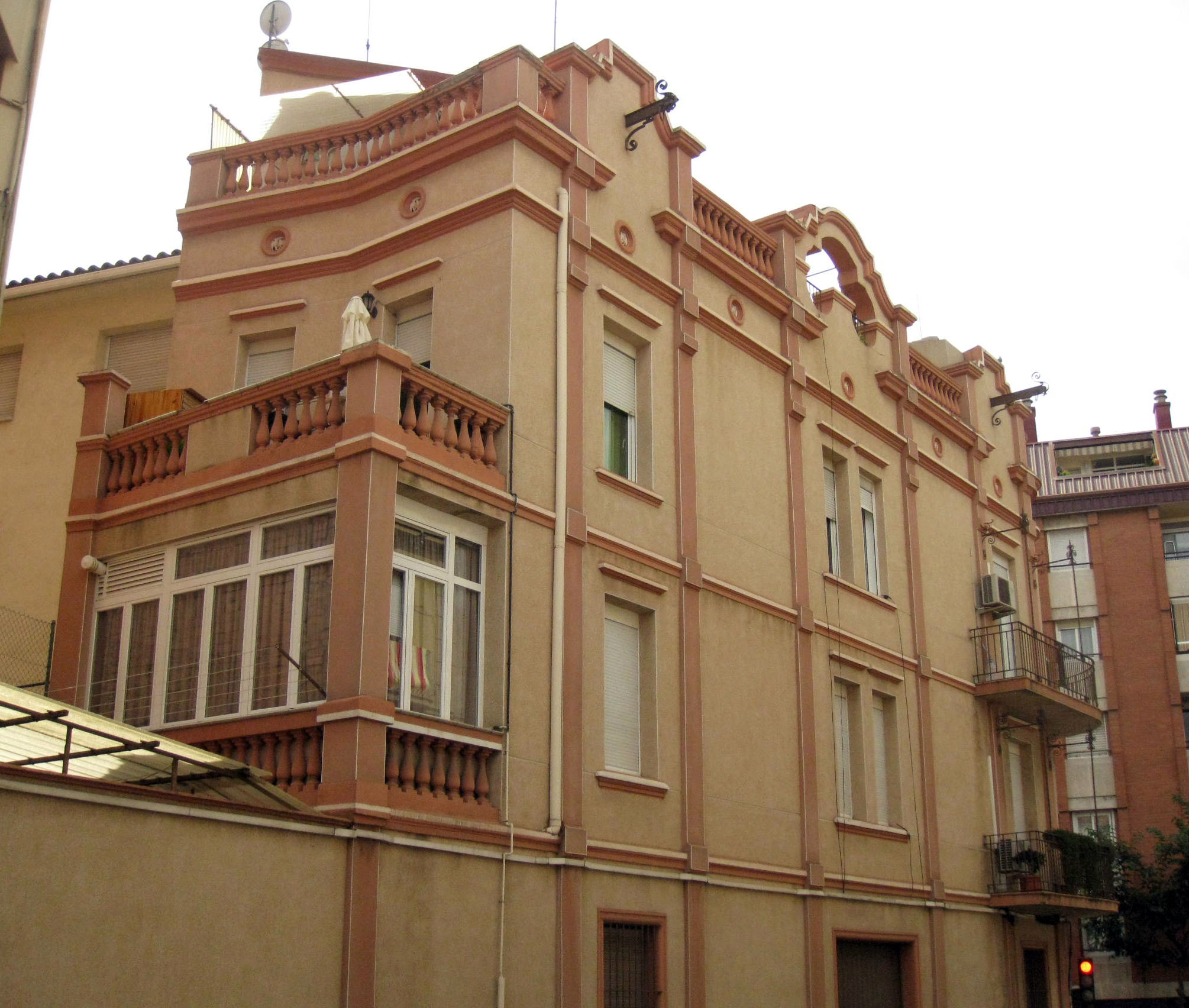
Detall de la façana que dona al carrer de Galileu

Es tracta d'un habitatge plurifamiliar, entre mitgeres, que ocupa una parcel·la triangular situada a la cantonada entre el carrer de Galileu i la carretera de Martorell. Consta de planta baixa i dos pisos, amb terrat. Les façanes, unides per un parament arrodonit, mostren una composició simètrica, amb obertures allindanades que formen balconades cantoneres al primer i al segon pis, i profusió d'elements ornamentals (motllures, cornises, balustrades, pilastres adossades, etc.). La part posterior de l'edifici és molt estreta i presenta terrasses amb barana de balustres al primer i al segon pis.

## Història
La Casa Badia va ser construïda l'any 1921 per l'arquitecte Manuel Joaquim Raspall i Mayol.